# Jakobsweg Kärnten
Der Jakobsweg Kärnten ist ein großteils beschilderter, 216 Kilometer langer Abschnitt des Südösterreichischen Jakobsweges im österreichischen Jakobswegenetz.
Der auf Basis einer Diplomarbeit von Walter Radl und Josef Sattler entstandene Pilgerweg ist großteils mit Holzschildern markiert, umfasst etwa neun Tagesetappen und verläuft im Drautal von Lavamünd bis Oberdrauburg.
Die 2010/2011 in einer Regionalkooperation von Stadt, Gemeinden, Kirche und Stadtumland durchgeführte Beschilderung des Jakobsweges mit gelben Jakobsmuscheln im Raum Villach von der Andreas- und Jakobskirche in Egg am Faaker See (Ortsteil von Villach) bis zur Hauptstadtpfarrkirche Sankt Jakob in Villach gilt als Pilotprojekt für die Beschilderung weiterer Abschnitte des Jakobsweges in Kärnten.
Zwischenzeitlich haben sich weitere Gemeinden dieser Initiative angeschlossen, beispielsweise Rosegg, St. Jakob im Rosental, Finkenstein am Faaker See, Paternion, Weißenstein und Ferndorf.

## Beschreibung

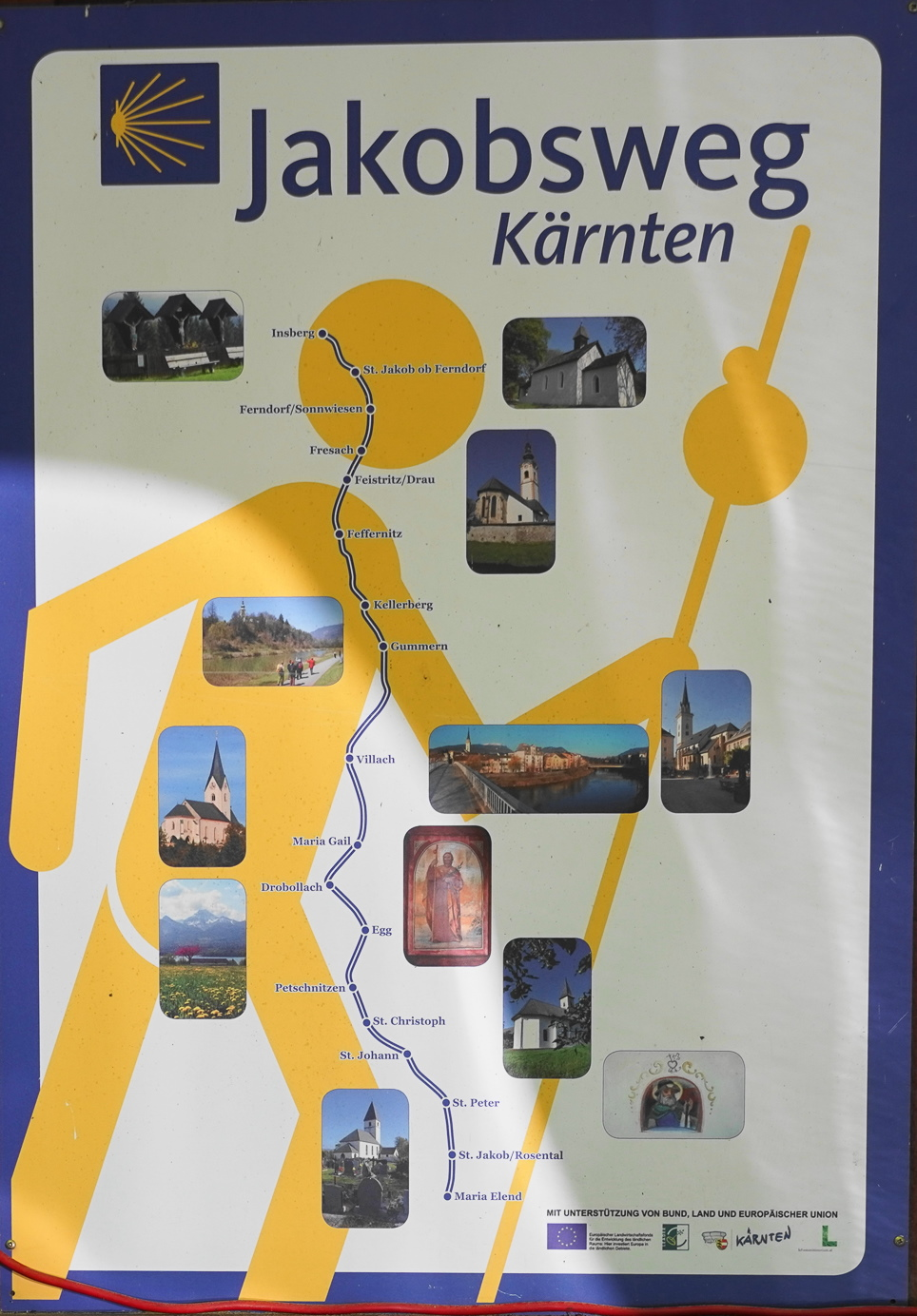
Etappe Maria Rain, St. Jakob im Rosental, Villach, Feistritz/Drau, nach Insberg

Der Weg von Lavamünd bis Villach führt über Kühnsdorf, Sankt Margareten im Rosental und Maria Elend. Die Fortsetzung Richtung Osttirol berührt die Orte Feistritz an der Drau, Spittal an der Drau, Lind im Drautal und Dellach im Drautal. Jakobskirchen  entlang dieses Weges befinden sich in Klopein, Gallizien, Sankt Jakob im Rosental,  Villach und Sankt Jakob ob Ferndorf.